# Película huérfana
Una  película huérfana es una obra de arte cinematográfica que ha sido abandonada por su productor o por el titular de los derechos de autor, o una película que ha sufrido cualquier tipo de abandono.

## Historia
El origen exacto del término "película huérfana" es incierto. Sin embargo, a principios de la década de los 90, en los archivos cinematográficos ya se encuentra el uso de este coloquialismo para referirse a las películas abandonadas por sus propietarios. Antes del final de esta década, el uso de esta metáfora se extendió para describir el proceso de conservación de películas, primero por los Estados Unidos y luego por el resto del mundo.

## Definición
Los historiadores y archiveros definen el término tanto en un sentido estricto como amplio. Un reportaje del Bibliotecario del Congreso, titulado “Film Preservation 1993”, es el primer escrito donde encontramos una definición del término. Como una categoría de los denominados trabajos huérfanos, las películas huérfanas son aquellas “que, o bien no tienen un titular con los derechos de autor, o bien no tienen potencial comercial” que paguen por su mantenimiento. Sin embargo, un grupo mucho mayor de obras caen dentro del mismo apartado de la orfandad cuando el término se utiliza para referirse a cualquier tipo de películas que han sido abandonadas. Este abandono pudo ser causado por razones de diferente índole: físicas (un rollo de película estropeado), comerciales (una película sin estrenar), culturales (un metraje censurado) o históricas (una producción olvidada de la época de la Primera Guerra Mundial).
Esta concepción más amplia normalmente se ilustra en una lista de géneros huérfanos o abandonados. En el libro “Redifining Film Preservation: A National Plan”, de 1994, el Bibliotecario del Congreso hizo una lista en la que se clasificaba como huérfanos importantes, desde el punto de vista cultural a los nodos, metrajes de la actualidad, películas mudas, obras experimentales, películas caseras, producciones independientes de ficción y documentales, propaganda política, películas hechas por aficionados, junto con publicidad y películas educativas e industriales. A esto, la fundación National Film Preservation añade dibujos animados, películas étnicas y antropológicas y fragmentos de películas. (Ver "What Are Orphan Films" Archivado el 9 de julio de 2022 en Wayback Machine..)
Una década después, académicos y educadores adoptaron este nombre. Por ejemplo, en “The Film Experience: An Introduction", de 2004, Timothy Corrigan y Patricia White incluyen una sección sobre las películas huérfanas, y las definen como “cualquier tipo de película que ha sobrevivido pero que no ofrece ningún tipo de interés comercial, por lo que nadie se hace cargo de los gastos para mantenerla".
Definido de esta manera, hay más cantidad de películas que son huérfanas que películas que no lo son. Muchas son descritas de una forma más detallada como “metraje”, grabaciones cinematográficas que no fueron hechas con la intención de convertirse en obras completas o de estrenarse en cines. Solo los millones de metros de películas caseras y escenas eliminadas de nodos sobrepasan en número la cantidad de película fotográfica usada para hacer todos los largometrajes estrenados en algún momento por los estudios de Hollywood.

## El movimiento
Gracias a su gran valor como productos culturales e históricos, surge un renovado interés en este tipo de cine. Así pues, documentalistas, directores de cine, historiadores, conservadores y eruditos han unido fuerzas con los archiveros, con el fin de considerar las llamadas "películas huérfanas", no solo documentos históricos, sino el testimonio de historias diferentes, reprimidas, minoritarias u olvidadas.
Desde 1999, cientos de fieles seguidores asisten a la conferencia bienal Orphan Film Symposium. Karen Ishizuka y Patricia Zimmermann evalúan el impacto de estos simposios en su introducción a la antología Mining the Home Movie (2008)

También en 1999, el historiador cinematográfico Dan Streible, junto con un grupo de profesores interdisciplinarios de la Universidad de Carolina del Sur, organizó un congreso sobre películas huérfanas, que anuo a archiveros, historiadores cinematográficos, conservadores y otros para analizar y examinar obras en un estricto contexto de eruditos. El primer Orphan Film Symposium se llamó “Huérfanos de la tormenta: salvando las películas huérfanas en la era digital” y se celebró en septiembre de 1999. El Orphan Film Symposium II, “El s.XX en documentos,” tuvo lugar en marzo de 2001; el Orphan Film Symposium III, “Sonido/música/voz: escuchando las películas huérfanas,” en septiembre 2002; y el Orphan Film Symposium IV, “Ubicación: lugar y región de las películas olvidadas,” en marzo de 2004. Además de haber ayudado a aumentar la visibilidad de la causa, también han brindado a la investigación de películas amateur un contexto académico y un marco de conservadores. También, han brindado a la investigación de películas amateur un contexto académico y un marco de conservadores.

Los simposios The Orphan Film, junto a la importante presencia de las películas huérfanas, amateur y minoritarias en la Asociación de Archiveros de Imágenes en Movimiento desde los años 90, proponen la fusión de varios movimientos internacionales y nacionales con el objetivo de seguir de cerca la pista de estos cines subalternos.

Tras la celebración en marzo de 2006 del V Orphan Symposium, "Ciencia, industria & educación" en la Universidad de Carolina del Sur, la Universidad de Nueva York aceptó el proyecto e incorporó al departamento de Estudios Cinematográficos el máster en archivación y preservación de imágenes en movimiento . Los simposios 6, 7 y 8 tuvieron lugar en la ciudad de Nueva York. El del año 2008 se centró en películas y vídeos olvidados a favor del "estado", que tratan sobre este, que están en contra o producidas por este. La edición de 2010, "Imágenes en movimiento alrededor del mundo," incluyó portavoces de 17 naciones. En 2012, el Museum of the Moving Image en Queens copresentó el octavo simposio, "Hecho para persuadir". El último simposio celebrado,"El futuro de la obsolencia", que tuvo lugar en el EYE (el Instituto Cinematográfico de Holanda), en Ámsterdam, atrajo a asistentes de 30 nacionalidades diferentes.
En el 2001, los miembros de estas profesiones empezaron a referirse a "el movimiento de las películas huérfanas”. La investigador-archivero, Caroline Frick, dejó constancia de que algunos de los participantes más activos o involucrados se identifican como "huerfanistas” y proponen salvar, estudiar y proyectar el cine olvidado. En 2004, la antropólogo visual Emily Cohen escribió que la creatividad del movimiento, su origen y el fermento intelectual, constituyen el "manifiesto de los huerfanistas",
De forma más pragmática, tal es la influencia de este grupo en los Estados Unidos, que incluso ha afectado al discurso y la política de la reforma del copyright. Se pueden observar ejemplos en el caso del Tribunal Supremo Eldred contra Ashcroft de 2003 y el de las oficinas de copyright de 2003 Report on Orphan Works. En septiembre de 2008, el Senado de los EE.UU aprobó una ley (S.2913) "para limitar las sentencias judiciales en caso de vulneración del copyright que involucre obras huérfanas," pero la Cámara de Representantes la pospuso antes de aplicar la medida. 
A pesar de que en Estados Unidos, las partes interesadas en los derechos de autor, en sus debates, solo reconocen la definición más literal de “película huérfana” (una obra que carece de un titular de derecho de autor conocido, o bien ilocalizable), la concepción más amplia —una película “huérfana” como objeto abandonado— se sigue utilizando a nivel internacional. Diversos archiveros audiovisuales de distintos países han utilizado la metáfora “huérfana” desde hace una década. En la Cinemateca de Cuba, por ejemplo, el término “huérfanos” se utiliza para interpretar conceptualmente la “huerfanidad” de las obras extraviadas y abandonadas del cine cubano. En una compilación llamada “Bits & Pieces”, el Museo del Cine de Ámsterdam preserva y ordena series de fragmentos de películas sin identificar: sus “niños expósitos”. El Archivo de Cine de China en Pekín también utiliza una metáfora traducible de “película huérfana”.
Otro indicio del interés internacional que existe por las películas huérfanas fue el anunció que hizo el cineasta Martin Scorsese sobre la Fundación Mundial del Cine (World Cinema Foundation) en el Festival de Cannes de 2007. Según las notas de prensa, la WCF conservaría y protegería las películas “huérfanas”. Sin embargo, en 2008, la declaración de principios de la WCF se refería más bien a películas “olvidadas” y no “huérfanas”, ya que la fundación ayuda a financiar la conservación de los filmes menos conocidos pero sobre los cuales existen derechos de propiedad intelectual. World Cinema Foundation. En 2013 el nombre de la fundación pasó a ser World Cinema Project (WCP) y está supervisado por The Film Foundation, fundación que había creado Scorsese en 1990.
En abril de 2008, algunos miembros de la FIAF (Federación Internacional de Archivos Fílmicos) aprobaron por unanimidad una declaración sobre el "buen acceso" (enlace roto disponible en Internet Archive; véase el historial, la primera versión y la última). a las Colecciones. De sus diez principios, el noveno establece simplemente: “La FIAF apoya los esfuerzos para esclarecer la situación legal de las películas ‘huérfanas’ y de los materiales no cinematográficos con ellas relacionados, con fines de preservación y acceso.” Poco tiempo después, el 4 de junio de 2008, la Unión Europea anunciaba la firma de un Memorando de entendimiento sobre obras huérfanas. La Iniciativa de Bibliotecas Digitales de la UE redactó el comunicado. Entre los signatarios había instituciones clave para la conservación de imágenes en movimiento y representantes de los titulares de derechos de autor: Asociación de Cinematecas Europeas , la British Library, la European Film Companies Alliance, la Federación Europea de Realizadores Audiovisuales, la Federación Internacional de Asociaciones de Productores Cinematográficos, y la Federación Internacional de Distribuidores Cinematográficos. Ver Comunicado de Prensa de la UE sobre las obras huérfanas. En 2010, la Asociación de Cinematecas Europeas llevó a cabo una encuesta entre sus miembros para evaluar la dimensión de las películas huérfanas. Según dicha encuesta, más de 210.000 películas que se guardan en los archivos de cine europeos se consideran huérfanas.
Con respecto a las obras huérfanas, la UE adoptó en octubre de 2012 la Directiva 2012/28/EU que autoriza legalmente su utilización (en línea) en toda Europa, siempre y cuando se haya realizado previamente una búsqueda diligente del titular de derecho. En la actualidad, la Unión Europea está abordando las cuestiones de los derechos de autor, acceso y conservación a través de FORWARD, un proyecto de tres años de duración (2013-2016) para crear un registro de películas huérfanas. Su nombre oficial es “Marco para el registro europeo de trabajos audiovisuales huérfanos” y el propósito es crear un proceso simplificado para determinar el estado legal de las obras con imágenes en movimiento. Ver Project-FORWARD.eu Archivado el 9 de marzo de 2022 en Wayback Machine..